# Hylebatis scintillifera
Hylebatis scintillifera là một loài bướm đêm trong họ Crambidae.